# Verkiezingen in Kroatië
Deze pagina geeft een weergave van alle verkiezingen in de Republiek Kroatië.
Kroatië kiest op nationaal niveau het staatshoofd en het parlement. De president wordt door het volk voor een termijn van vijf jaar gekozen. De Sabor (Kroatisch parlement) is een eenkamerparlement met 100 tot 160 vertegenwoordigers, deze wordt gekozen voor een termijn van vier jaar. Het Kroatische parlement bestaat niet alleen uit gewone zetels, zo zijn er ook zetels voor minderheden en zetels voor de Kroaten in het buitenland.

## Lijst van verkiezingen voor hetKroatisch parlement
- Parlementsverkiezingen in Kroatië (1990)
- Parlementsverkiezingen in Kroatië (1992)
- Parlementsverkiezingen in Kroatië (1995)
- Parlementsverkiezingen in Kroatië (2000)
- Parlementsverkiezingen in Kroatië (2003)
- Parlementsverkiezingen in Kroatië (2007)
- Parlementsverkiezingen in Kroatië (2011)
- Parlementsverkiezingen in Kroatië (2015)
- Parlementsverkiezingen in Kroatië (2016)

Kroatische Eerste Kamer (afgeschaft):
- Eerste Kamerverkiezingen (Kroatië, 1993)
- Eerste Kamerverkiezingen (Kroatië, 1997)

## Lijst vanpresidentsverkiezingen
- Presidentsverkiezingen in Kroatië (1992)
- Presidentsverkiezingen in Kroatië (1997)
- Presidentsverkiezingen in Kroatië (2000)
- Presidentsverkiezingen in Kroatië (2005)
- Presidentsverkiezingen in Kroatië (2009-2010)
- Presidentsverkiezingen in Kroatië (2014)
- Presidentsverkiezingen in Kroatië (2019-2020)

## Kroatische lijst van verkiezingen voor hetEuropees Parlement
- Europese Parlementsverkiezingen 2013
- Europese Parlementsverkiezingen 2014
- Europese Parlementsverkiezingen 2019